# Judy (film)
Judy er en amerikansk film fra 2019 og den blev instrueret af Rupert Goold.

## Medvirkende
- Renée Zellweger som Judy Garland
  - Darci Shaw som ung Judy Garland
- Finn Wittrock som Mickey Deans
- Rufus Sewell som Sidney Luft
- Michael Gambon som Bernard Delfont
- Jessie Buckley som Rosalyn Wilder
- Richard Cordery som Louis B. Mayer
- Bella Ramsey som Lorna Luft
- Royce Pierreson som Burt
- Arthur McBain som Askith
- John Dagleish som Lonnie Donegan
- Gemma-Leah Devereux som Liza Minnelli
- David Rubin som Noel